# Rafael Ávalos
Rafael Ávalos Rivas (30 de noviembre de 1926-14 de abril de 1993) fue un futbolista mexicano que actuó como centrocampista. Estuvo contratado por el San Sebastián de León (1947-1949) y CF Atlante entre 1949 y 1958, con quien ganó dos veces la Copa México (1950-51 y 1951-52) y un Campeón de Campeones (1951-52).

## Selección nacional
Disputó con la selección mexicana los dos partidos del Mundial de Suiza 1954, que perdió ante Brasil (0-5) y Francia (2-3). El disputado contra los franceses el 19 de junio fue también su último juego internacional.

### Participaciones en Copas del Mundo
| Mundial                        | Sede  | Resultado    |
| ------------------------------ | ----- | ------------ |
| Copa Mundial de Fútbol de 1954 | Suiza | Primera fase |

## Palmarés

### Títulos nacionales
| Título               | Equipo  | País   | Año     |
| -------------------- | ------- | ------ | ------- |
| Copa México          | Atlante | México | 1950-51 |
| Copa México          | Atlante | México | 1951-52 |
| Campeón de Campeones | Atlante | México | 1951-52 |